# Diana Gordon
Diana Gordon (Nova York, 25 de agosto de 1985), anteriormente conhecida pelo nome artístico Wynter Gordon ou simplesmente Wynter, é uma cantora e compositora estadunidense, nascida no condado de Queens. Ela começou a carreira compondo músicas para outros artistas, mas depois assinou contrato com a Atlantic Records e começou a criar suas músicas. Seu álbum de estreia é With the Music I Die, lançado em 2011. Gordon ficou mundialmente conhecida após participar do single "Sugar" (2009), do rapper Flo Rida.
Em 2014 ela lançou seu novo projeto, a banda The Righteous Young.    

## Discografia
- 2010: The First Dance (EP)
- 2011: With the Music I Die (álbum)
- 2012: Human Condition: Doleo (EP)
- 2013: Human Condition: Sanguine (EP)
- 2015: Five Needle (EP)
- 2020: Wasted Youth (EP)

## Principais colaborações
- "Sugar" (com Flo Rida) - 2009
- "Toyfriend" (com David Guetta) - 2009
- "Believer" (com Freemasons) - 2010
- "Mr. Mister" (com Sato Goldschlag) - 2012
- "Speak Up" (com Laidback Luke) - 2012
- "Ladi Dadi" (com Steve Aoki) - 2012
- "Surge" (com Clockwork) - 2013
- "Why Hide" (com Mark Ronson) - 2019